# 鴻巣市立鴻巣南中学校
鴻巣市立鴻巣南中学校（こうのすしりつ こうのすみなみちゅうがっこう、英: Konosu municipal Konosu Minami Junior High School）は、埼玉県鴻巣市にある市立中学校。

## 概要
鴻巣市南部の馬室地区に位置し、学校南側を通る県道57号線を挟んだ先は北本市である。
かつて馬室地区には鴻巣市立馬室中学校が存在したが、1975年に鴻巣中学校に統合され廃校となった。そのため、地区内に市立の中学校がなくなり通学が不便となったため、松原小学校、馬室小学校の一部を通学区として、鴻巣中学校より再度独立する形で1984年に開校した。

### 校訓
- 清く・正しく・明るく・進んで（清正明進）
- 根・知・和（こんちわ）…根は「根気・根性」、知は「知識・知力」、和は「人と人との和」。これをつなげて根・知・和（こんちわ）と呼ぶ。「こんちわ」=「こんちは」=「こんにちは」となり、いつも校内で自然に「こんにちは」とあいさつができる生徒たちを目標としている。

### 学校教育目標
- 志を立てて未来を拓く南中生
  - 自ら学ぶ 確かな学力
  - 思いやりのある 豊かな心
  - たくましく鍛えた からだ

### 学校のシンボル
校木：あすなろ（翌檜）
1984年5月1日制定。創立の翌年の1985年に構内にあすなろの木が植えられ、2013年には創立30周年記念事業で2代目が植樹された。
校章
1984年6月10日制定。校木である翌檜の葉の一片とペン先（万年筆）を重ねあわせ、2枚のペン先をコウノトリの羽ばたきをイメージして、横に配置し、中央にあるペン先（万年筆）で学ぶ意欲を若々しく鋭く表している。
校歌
作詞：蓮見睦雄　作曲：櫻井将喜　1984年10月30日制定。タイトルには、「友よ」という副題が付いている。

### 生徒数・学級数
今年度(令和5年度)の生徒数、学級数を以下に示す。なお、令和5年度の学年色がそれぞれ、1年生が■青、2年生が■緑で、3年生が■赤、3年間卒業するまで学年色は持ち上がりである。
- 生徒数  全校生徒231名

## 沿革
- 1984年
  - 4月1日　創立。
  - 5月1日　校木・あすなろ（翌檜）を制定。
  - 6月10日　校章制定。
  - 10月30日　校歌制定。
- 1985年
  - 6月10日　校木・あすなろを植樹。
  - 開校時制定の校内服の見直し、本年度入学生より校内服刷新。
- 1993年
  - 2月18日　武道館落成。
  - 6月1日　創立十周年記念式典挙行。
- 2006年
  - 6月13日　野外活動場整備工事完成。
- 2007年
  - 2月26日　野外活動場水道工事完成。
- 2011年
  - 1月　校内服全面改定。在校生および平成23年度入学生より、順次校内服を刷新。
- 2012年
  - 4月　特別支援学級（くすのき学級）設置。
- 2013年
  - 10月8日　学校の木、あすなろ2代目植樹（創立30周年記念事業）。
  - 11月20日　創立30周年記念式典をクレアこうのすで挙行。
- 2020年
  - 4月　埼玉県教育委員会より学力向上の委嘱研究を受ける（2020年・2021年度）。

## 主な学校行事
- 4月
  - 入学式
  - 離任式
- 5月
  - 体育祭
- 6月
  - 開校記念日（10日）
  - 生徒総会
- 9月
  - 生徒会役員選挙
- 10月
  - 合唱コンクール
- 1月
  - 修学旅行（2年）
  - 1年スキー林間
- 3月
  - 3年生を送る会
  - 卒業式
  - 修了式

## 生徒会および委員会
- 生徒会本部
- 学年委員会
- 放送委員会
- 体育委員会
- 図書委員会
- 奉仕委員会
- 保健委員会
- 給食委員会
- 美化委員会
- 選挙管理委員会（特別委員会）